# Tour des Flandres féminin 2025
Cet article concerne la course féminine. Pour la course masculine, voir Tour des Flandres 2025.
La 22e édition du Tour des Flandres féminin a lieu le 6 avril 2025 entre Audenarde et Audenarde sur une distance de 168,8 km. Elle fait partie de l'UCI World Tour féminin 2025. Elle est remportée par la Belge Lotte Kopecky.

## Présentation

### Équipes
| UCI Women's WorldTeams (15)- Canyon//SRAM zondacrypto - Ceratizit Pro Cycling Team - FDJ-Suez - Fenix-Deceuninck - Lidl-Trek - Movistar Team - Roland - Team SD Worx-Protime - Team Visma \| Lease a Bike - UAE Team ADQ - Uno-X Mobility - AG Insurance-Soudal Team - Human Powered Health - Liv AlUla Jayco - Team Picnic PostNL UCI Women's ProTeams (4)- Cofidis Women Team - EF Education-Oatly - VolkerWessels Women's Pro Cycling Team - St Michel-Preference Home-Auber93 Équipes féminines continentales (5)- Cynisca Cycling - Bepink-Imatra-Bongioanni - DD Group Pro Cycling - Lotto Ladies - Team Coop-Repsol |
| |

### Parcours
Le parcours de 168,8 km comporte 12 monts dont certains sont pavés ainsi que 7 secteurs plats pavés.
| Lieu               | Km de l'arrivée | Type         |
| ------------------ | --------------- | ------------ |
| Doorn              | 112,5           | Secteur pavé |
| Edelareberg        | 102,9           | Mont         |
| Wolvenberg         | 99,1            | Mont         |
| Holleweg           | 99,0            | Secteur pavé |
| Karel Martelstraat | 97,9            | Secteur pavé |
| Jagerij            | 95,1            | Secteur pavé |
| Molenberg          | 89,2            | Mont pavé    |
| Paddestraat        | 84,3            | Secteur pavé |
| Berendries         | 69,7            | Mont         |
| Valkenberg         | 64,3            | Mont         |
| Eikenberg          | 51,7            | Mont pavé    |
| Koppenberg         | 44,5            | Mont pavé    |
| Mariaborrestraat   | 40,5            | Secteur pavé |
| Steenbeekdries     | 39,1            | Mont pavé    |
| Stationsberg       | 38,6            | Secteur pavé |
| Taaienberg         | 36,7            | Mont pavé    |
| Kruisberg          | 26,4            | Mont pavé    |
| Vieux Quaremont    | 16,6            | Mont pavé    |
| Paterberg          | 13,1            | Mont pavé    |

### Favorites
Les trois grandes favorites sont la Belge double championne du monde Lotte Kopecky (SD Worx-Protime) en quête d'un troisième succès sur le Ronde, l’Italienne Elisa Longo Borghini (UAE Team ADQ), tenante du titre, et la Néerlandaise Marianne Vos (Visma-Lease a bike). Les autres favorites ou outsiders sont la Polonaise Katarzyna Niewiadoma (Canyon//SRAM zondacrypto), deuxième de l'édition précédente, la Suissesse Marlen Reusser (Movistar), la Néerlandaise Lorena Wiebes (SD Worx-Protime) en cas d'arrivée au sprint, sa compatriote Puck Pieterse (Fenix-Deceuninck), l'Allemande Liane Lippert (Movistar) et la Française Pauline Ferrand-Prévot (Visma-Lease a bike).

## Récit de la course
La première échappée se forme peu après le départ. Elle est constituée de : Nicole Steigenga, Franziska Brauße, Romy Kasper, Alison Avoine, Britt de Grave, April Tacey et Aoife O'Brien. Elle compte jusqu'à sept minutes d'avance. La vainqueur sortante Elisa Longo Borghini est victime d'une chute et doit abandonner. Parmi les autres favorites, Lorena Wiebes et Puck Pieterse chutent également, mais peuvent repartir. Le Berendries provoque une sélection dans le groupe de tête, laissant Steigenga, Brauße, De Grave et Tracey ouvrir la route. Dans le Valkenberg, Jade Wiel passe à l'offensive. Neuf autres coureuses la suivent, mais le peloton se reforme immédiatement. Dans l'Eikenberg, soit à cinquante-deux kilomètres de l'arrivée, Steigenga décide de partir seule. Elle est reprise par le peloton dans le Steenbeekdries. Dans la descente du Stationberg, Elise Chabbey, Amber Kraak et Pauline Ferrand-Prévot chutent sans gravité. Après le passage du Taaienberg, la Lidl-Trek se met à attaquer à tour de rôle avec Ellen van Dijk, Anna Henderson puis Lauretta Hanson. Cette dernière, accompagnée de Mischa Bredewold, a vingt secondes d'avance au pied du Kruisberg. Liane Lippert y attaque et revient sur l'avant. Le groupe de tête, constituée de dix-sept favorites, se reforme dans Hotond, le faux-plat qui suit. Chloe Dygert, van Dijk et Henderson tentent séparément de sortir, mais sans succès. Dans le vieux Quaremont, Marlen Reusser imprime le rythme. Pauline Ferrand-Prévot, Liane Lippert et Lotte Kopecky se détachent alors que Reusser lâche prise. Katarzyna Niewiadoma revient sur la fin de la montée. Dans le Paterberg, Ferrand-Prévot et Niewiadoma haussent le rythme, mais le quatuor reste groupé. Niewiadoma tente de partir sous la flamme rouge, mais Kopecky est vigilante. Au sprint, la Belge se montre la plus véloce. Kimberley Le Court de Billot prend la cinquième place à plus d'une minute.

## Classement final
| \| Classement général \| Classement général \| Classement général \| Classement général \| Classement général \| \| Coureuse \| Coureuse \| Pays \| Équipe \| Temps \| \| ------------------ \| ---------------------------- \| ------------------ \| -------------------------- \| ------------------ \| \| 1re \| Lotte Kopecky \| Belgique \| SD Worx-Protime \| 4 h 24 min 34 s \| \| 2e \| Pauline Ferrand-Prévot \| France \| Team Visma \\| Lease a Bike \| + 0 s \| \| 3e \| Liane Lippert \| Allemagne \| Movistar Team \| + 0 s \| \| 4e \| Katarzyna Niewiadoma \| Pologne \| Canyon//SRAM zondacrypto \| + 1 s \| \| 5e \| Kimberley Le Court de Billot \| Maurice \| AG Insurance-Soudal Team \| + 1 min 13 s \| \| 6e \| Letizia Borghesi \| Italie \| EF Education-Oatly \| + 1 min 13 s \| \| 7e \| Elise Chabbey \| Suisse \| FDJ-Suez \| + 1 min 13 s \| \| 8e \| Ellen van Dijk \| Pays-Bas \| Lidl-Trek \| + 1 min 13 s \| \| 9e \| Puck Pieterse \| Pays-Bas \| Fenix-Deceuninck \| + 1 min 13 s \| \| 10e \| Marlen Reusser \| Suisse \| Movistar Team \| + 1 min 13 s \| |                              |           |                            |                 |
| |                              |           |                            |                 |
| Source : ProCyclingStats |                              |           |                            |                 |
| Classement général |                              |           |                            |                 |
| Coureuse | Coureuse                     | Pays      | Équipe                     | Temps           |
| 1re | Lotte Kopecky                | Belgique  | SD Worx-Protime            | 4 h 24 min 34 s |
| 2e | Pauline Ferrand-Prévot       | France    | Team Visma \| Lease a Bike | + 0 s           |
| 3e | Liane Lippert                | Allemagne | Movistar Team              | + 0 s           |
| 4e | Katarzyna Niewiadoma         | Pologne   | Canyon//SRAM zondacrypto   | + 1 s           |
| 5e | Kimberley Le Court de Billot | Maurice   | AG Insurance-Soudal Team   | + 1 min 13 s    |
| 6e | Letizia Borghesi             | Italie    | EF Education-Oatly         | + 1 min 13 s    |
| 7e | Elise Chabbey                | Suisse    | FDJ-Suez                   | + 1 min 13 s    |
| 8e | Ellen van Dijk               | Pays-Bas  | Lidl-Trek                  | + 1 min 13 s    |
| 9e | Puck Pieterse                | Pays-Bas  | Fenix-Deceuninck           | + 1 min 13 s    |
| 10e | Marlen Reusser               | Suisse    | Movistar Team              | + 1 min 13 s    |

## Liste des participantes
| Légende | Légende                                                                    | Légende | Légende                                                    |
| ------- | -------------------------------------------------------------------------- | ------- | ---------------------------------------------------------- |
| Num     | Dossard de départ porté par le coureur sur ce Tour des Flandres            | Pos     | Position à l'arrivée de la course                          |
|         | Indique un maillot de champion national ou mondial, suivi de sa spécialité | NP      | Indique un coureur qui n'a pas pris le départ de la course |
| AB      | Indique un coureur qui n'a pas terminé la course                           | HD      | Indique un coureur qui a terminé la course hors des délais |

| UAE Team ADQ UAD | UAE Team ADQ UAD                   | UAE Team ADQ UAD |
| ---------------- | ---------------------------------- | ---------------- |
| Num              | Coureuse                           | Pos              |
| 1                | Elisa Longo Borghini (ITA) (route) | AB               |
| 2                | Sofia Bertizzolo (ITA)             | 20e              |
| 3                | Eleonora Gasparrini (ITA)          | 46e              |
| 4                | Elynor Bäckstedt (GBR)             | AB               |
| 5                | Silvia Persico (ITA)               | 83e              |
| 6                | Elizabeth Holden (GBR)             | 72e              |

| SD Worx-Protime SDW | SD Worx-Protime SDW         | SD Worx-Protime SDW |
| ------------------- | --------------------------- | ------------------- |
| Num                 | Coureuse                    | Pos                 |
| 11                  | Lotte Kopecky (BEL) (route) | 1re                 |
| 12                  | Lorena Wiebes (NED) (route) | 17e                 |
| 13                  | Elena Cecchini (ITA)        | 84e                 |
| 14                  | Anna van der Breggen (NED)  | 11e                 |
| 15                  | Blanka Vas (HUN) (route)    | 45e                 |
| 16                  | Mischa Bredewold (NED)      | 13e                 |

| AG Insurance-Soudal Team AGS | AG Insurance-Soudal Team AGS               | AG Insurance-Soudal Team AGS |
| ---------------------------- | ------------------------------------------ | ---------------------------- |
| Num                          | Coureuse                                   | Pos                          |
| 21                           | Justine Ghekiere (BEL)                     | 24e                          |
| 22                           | Kimberley Le Court de Billot (MRI) (route) | 5e                           |
| 23                           | Alexandra Manly (AUS)                      | 77e                          |
| 24                           | Nicole Steigenga (NED)                     | 47e                          |
| 25                           | Ilse Pluimers (NED)                        | 74e                          |
| 26                           | Gladys Verhulst (FRA)                      | 71e                          |

| Canyon//SRAM zondacrypto CSZ | Canyon//SRAM zondacrypto CSZ   | Canyon//SRAM zondacrypto CSZ |
| ---------------------------- | ------------------------------ | ---------------------------- |
| Num                          | Coureuse                       | Pos                          |
| 31                           | Katarzyna Niewiadoma (POL)     | 4e                           |
| 32                           | Chloé Dygert (USA)             | 87e                          |
| 33                           | Cecilie Uttrup Ludwig (DEN)    | 36e                          |
| 34                           | Soraya Paladin (ITA)           | 86e                          |
| 35                           | Agnieszka Skalniak-Sójka (POL) | 70e                          |
| 36                           | Alice Towers (GBR)             | 80e                          |

| Ceratizit Pro Cycling Team CTC | Ceratizit Pro Cycling Team CTC | Ceratizit Pro Cycling Team CTC |
| ------------------------------ | ------------------------------ | ------------------------------ |
| Num                            | Coureuse                       | Pos                            |
| 41                             | Franziska Brauße (GER)         | AB                             |
| 42                             | Daniek Hengeveld (NED)         | AB                             |
| 43                             | Marta Jaskulska (POL)          | 39e                            |
| 44                             | Mylène de Zoete (NED)          | AB                             |
| 45                             | Petra Zsankó (HUN)             | AB                             |
| 46                             | Sarah Van Dam (CAN)            | 55e                            |

| FDJ-Suez TFS | FDJ-Suez TFS            | FDJ-Suez TFS |
| ------------ | ----------------------- | ------------ |
| Num          | Coureuse                | Pos          |
| 51           | Elise Chabbey (SUI)     | 7e           |
| 52           | Ally Wollaston (NZL)    | AB           |
| 53           | Léa Curinier (FRA)      | 30e          |
| 54           | Vittoria Guazzini (ITA) | 85e          |
| 55           | Amber Kraak (NED)       | 28e          |
| 56           | Jade Wiel (FRA)         | 33e          |

| Fenix-Deceuninck FDC | Fenix-Deceuninck FDC          | Fenix-Deceuninck FDC |
| -------------------- | ----------------------------- | -------------------- |
| Num                  | Coureuse                      | Pos                  |
| 61                   | Puck Pieterse (NED)           | 9e                   |
| 62                   | Julie De Wilde (BEL)          | 68e                  |
| 63                   | Millie Couzens (GBR)          | 50e                  |
| 64                   | Christina Schweinberger (AUT) | AB                   |
| 65                   | Marthe Truyen (BEL)           | 42e                  |
| 66                   | Carina Schrempf (AUT)         | 66e                  |

| Human Powered Health HPH | Human Powered Health HPH    | Human Powered Health HPH |
| ------------------------ | --------------------------- | ------------------------ |
| Num                      | Coureuse                    | Pos                      |
| 71                       | Giada Borghesi (ITA)        | 54e                      |
| 72                       | Maggie Coles-Lyster (CAN)   | AB                       |
| 73                       | Ruth Edwards (USA)          | 60e                      |
| 74                       | Romy Kasper (GER)           | AB                       |
| 75                       | Kathrin Schweinberger (AUT) | AB                       |
| 76                       | Lily Williams (USA)         | 21e                      |

| Lidl-Trek LTK | Lidl-Trek LTK            | Lidl-Trek LTK |
| ------------- | ------------------------ | ------------- |
| Num           | Coureuse                 | Pos           |
| 81            | Lucinda Brand (NED)      | 34e           |
| 82            | Emma Norsgaard (DEN)     | 35e           |
| 83            | Lauretta Hanson (AUS)    | 16e           |
| 84            | Anna Henderson (GBR)     | 12e           |
| 85            | Shirin van Anrooij (NED) | 37e           |
| 86            | Ellen van Dijk (NED)     | 8e            |

| Liv AlUla Jayco LIV | Liv AlUla Jayco LIV       | Liv AlUla Jayco LIV |
| ------------------- | ------------------------- | ------------------- |
| Num                 | Coureuse                  | Pos                 |
| 91                  | Letizia Paternoster (ITA) | 14e                 |
| 92                  | Georgia Baker (AUS)       | AB                  |
| 93                  | Jeanne Korevaar (NED)     | 58e                 |
| 94                  | Amber Pate (AUS)          | 43e                 |
| 95                  | Ruby Roseman-Gannon (AUS) | 27e                 |
| 96                  | Quinty Ton (NED)          | 25e                 |

| Movistar Team MOV | Movistar Team MOV           | Movistar Team MOV |
| ----------------- | --------------------------- | ----------------- |
| Num               | Coureuse                    | Pos               |
| 101               | Marlen Reusser (SUI)        | 10e               |
| 102               | Olivia Baril (CAN) (route)  | 76e               |
| 103               | Ana Vitória Magalhães (BRA) | 44e               |
| 104               | Jelena Erić (SRB) (route)   | 81e               |
| 105               | Cat Ferguson (GBR)          | 19e               |
| 106               | Liane Lippert (GER)         | 3e                |

| Team Picnic PostNL TPP | Team Picnic PostNL TPP        | Team Picnic PostNL TPP |
| ---------------------- | ----------------------------- | ---------------------- |
| Num                    | Coureuse                      | Pos                    |
| 111                    | Marta Cavalli (ITA)           | 82e                    |
| 112                    | Francesca Barale (ITA)        | 79e                    |
| 113                    | Pfeiffer Georgi (GBR) (route) | 23e                    |
| 114                    | Megan Jastrab (USA)           | 69e                    |
| 115                    | Franziska Koch (GER) (route)  | 41e                    |
| 116                    | Mara Roldan (CAN)             | AB                     |

| Team Visma \| Lease a Bike TVL | Team Visma \| Lease a Bike TVL | Team Visma \| Lease a Bike TVL |
| ------------------------------ | ------------------------------ | ------------------------------ |
| Num                            | Coureuse                       | Pos                            |
| 121                            | Marianne Vos (NED)             | 40e                            |
| 122                            | Eva van Agt (NED)              | 32e                            |
| 123                            | Pauline Ferrand-Prévot (FRA)   | 2e                             |
| 124                            | Linda Riedmann (GER)           | 73e                            |
| 125                            | Imogen Wolff (GBR)             | 22e                            |
| 126                            | Sophie von Berswordt (NED)     | 62e                            |

| Uno-X Mobility UXM | Uno-X Mobility UXM            | Uno-X Mobility UXM |
| ------------------ | ----------------------------- | ------------------ |
| Num                | Coureuse                      | Pos                |
| 131                | Teuntje Beekhuis (NED)        | 57e                |
| 132                | Simone Boilard (CAN)          | AB                 |
| 133                | Marte Berg Edseth (NOR)       | AB                 |
| 134                | Rebecca Koerner (DEN) (route) | AB                 |
| 135                | Anouska Koster (NED)          | 67e                |
| 136                | Linda Zanetti (SUI)           | 48e                |

| EF Education-Oatly EFC | EF Education-Oatly EFC    | EF Education-Oatly EFC |
| ---------------------- | ------------------------- | ---------------------- |
| Num                    | Coureuse                  | Pos                    |
| 141                    | Alison Jackson (CAN)      | 18e                    |
| 142                    | Nina Berton (LUX)         | 65e                    |
| 143                    | Letizia Borghesi (ITA)    | 6e                     |
| 145                    | Sarah Roy (AUS)           | AB                     |
| 146                    | Noemi Rüegg (SUI) (route) | 15e                    |

| VolkerWessels VWT | VolkerWessels VWT           | VolkerWessels VWT |
| ----------------- | --------------------------- | ----------------- |
| Num               | Coureuse                    | Pos               |
| 151               | Valerie Demey (BEL)         | 78e               |
| 152               | Maaike Boogaard (NED)       | AB                |
| 153               | Anneke Dijkstra (NED)       | AB                |
| 154               | Laura Molenaar (NED)        | AB                |
| 155               | Maud Rijnbeek (NED)         | 56e               |
| 156               | Margot Vanpachtenbeke (BEL) | 59e               |

| Cofidis COF | Cofidis COF             | Cofidis COF |
| ----------- | ----------------------- | ----------- |
| Num         | Coureuse                | Pos         |
| 161         | Flavie Boulais (FRA)    | AB          |
| 162         | Martina Alzini (ITA)    | AB          |
| 163         | Eugenia Bujak (SLO)     | 26e         |
| 164         | Amalie Dideriksen (DEN) | AB          |
| 165         | Špela Kern (SLO)        | AB          |
| 166         | Nadia Quagliotto (ITA)  | AB          |

| St Michel-Preference Home-Auber 93 AUB | St Michel-Preference Home-Auber 93 AUB | St Michel-Preference Home-Auber 93 AUB |
| -------------------------------------- | -------------------------------------- | -------------------------------------- |
| Num                                    | Coureuse                               | Pos                                    |
| 171                                    | Alison Avoine (FRA)                    | AB                                     |
| 172                                    | Lucie Fityus (AUS)                     | 29e                                    |
| 173                                    | Alicia González (ESP)                  | AB                                     |
| 174                                    | Clémence Chéreau (FRA)                 | AB                                     |
| 175                                    | Elyne Roussel (FRA)                    | 64e                                    |
| 176                                    | Emily Watts (AUS)                      | AB                                     |

| Bepink-Imatra-Bongioanni BPK | Bepink-Imatra-Bongioanni BPK | Bepink-Imatra-Bongioanni BPK |
| ---------------------------- | ---------------------------- | ---------------------------- |
| Num                          | Coureuse                     | Pos                          |
| 181                          | Andrea Casagranda (ITA)      | AB                           |
| 182                          | Beatrice Caudera (ITA)       | AB                           |
| 183                          | Linda Laporta (ITA)          | AB                           |
| 184                          | Gaia Segato (ITA)            | AB                           |
| 185                          | Meike Uiterwijk Winkel (NED) | AB                           |
| 186                          | Elisa Valtulini (ITA)        | AB                           |

| Cynisca Cycling CYN | Cynisca Cycling CYN   | Cynisca Cycling CYN |
| ------------------- | --------------------- | ------------------- |
| Num                 | Coureuse              | Pos                 |
| 191                 | Alexis Magner (USA)   | 51e                 |
| 192                 | Natalie Quinn (USA)   | AB                  |
| 193                 | Chloe Patrick (USA)   | AB                  |
| 194                 | Caoimhe O'Brien (IRL) | AB                  |
| 195                 | Febe Poppe (BEL)      | AB                  |
| 196                 | Claire Windsor (USA)  | AB                  |

| DD Group Pro Cycling DDG | DD Group Pro Cycling DDG   | DD Group Pro Cycling DDG |
| ------------------------ | -------------------------- | ------------------------ |
| Num                      | Coureuse                   | Pos                      |
| 201                      | Cato Cassiers (BEL)        | AB                       |
| 202                      | Cleo Kiekens (BEL)         | AB                       |
| 203                      | Britt de Grave (NED)       | AB                       |
| 204                      | Vera Tieleman (NED)        | 31e                      |
| 205                      | Yonna Van Dam (NED)        | 53e                      |
| 206                      | Jony van den Eijnden (NED) | AB                       |

| Lotto Ladies LOL | Lotto Ladies LOL         | Lotto Ladies LOL |
| ---------------- | ------------------------ | ---------------- |
| Num              | Coureuse                 | Pos              |
| 211              | Mieke Docx (BEL)         | AB               |
| 212              | Dina Boels (BEL)         | 61e              |
| 213              | Romina Hinojosa (MEX)    | 63e              |
| 214              | Lea Lin Teutenberg (GER) | AB               |
| 215              | Anna van Wersch (NED)    | 52e              |
| 216              | Sterre Vervloet (BEL)    | AB               |

| Team Coop-Repsol HPU | Team Coop-Repsol HPU               | Team Coop-Repsol HPU |
| -------------------- | ---------------------------------- | -------------------- |
| Num                  | Coureuse                           | Pos                  |
| 221                  | Magdalene Lind (NOR)               | AB                   |
| 222                  | India Grangier (FRA)               | 49e                  |
| 223                  | Sigrid Ytterhus Haugset (NOR)      | 38e                  |
| 224                  | Laura Lizette Sander (EST) (route) | AB                   |
| 225                  | Stina Kagevi (SWE)                 | 75e                  |
| 226                  | April Tacey (GBR)                  | AB                   |

| DAS-Hutchinson DAS | DAS-Hutchinson DAS       | DAS-Hutchinson DAS |
| ------------------ | ------------------------ | ------------------ |
| Num                | Coureuse                 | Pos                |
| 231                | Tamsin Miller (GBR)      | AB                 |
| 232                | Tiffany Keep (RSA)       | AB                 |
| 233                | Lucy Lee (GBR)           | AB                 |
| 234                | Aoife O'Brien (IRL)      | AB                 |
| 235                | Ruby Oakes (GBR)         | AB                 |
| 236                | Julia van Bokhoven (NED) | AB                 |

| UAE Team ADQ UAD | UAE Team ADQ UAD                   | UAE Team ADQ UAD |
| ---------------- | ---------------------------------- | ---------------- |
| Num              | Coureuse                           | Pos              |
| 1                | Elisa Longo Borghini (ITA) (route) | AB               |
| 2                | Sofia Bertizzolo (ITA)             | 20e              |
| 3                | Eleonora Gasparrini (ITA)          | 46e              |
| 4                | Elynor Bäckstedt (GBR)             | AB               |
| 5                | Silvia Persico (ITA)               | 83e              |
| 6                | Elizabeth Holden (GBR)             | 72e              |

| SD Worx-Protime SDW | SD Worx-Protime SDW         | SD Worx-Protime SDW |
| ------------------- | --------------------------- | ------------------- |
| Num                 | Coureuse                    | Pos                 |
| 11                  | Lotte Kopecky (BEL) (route) | 1re                 |
| 12                  | Lorena Wiebes (NED) (route) | 17e                 |
| 13                  | Elena Cecchini (ITA)        | 84e                 |
| 14                  | Anna van der Breggen (NED)  | 11e                 |
| 15                  | Blanka Vas (HUN) (route)    | 45e                 |
| 16                  | Mischa Bredewold (NED)      | 13e                 |

| AG Insurance-Soudal Team AGS | AG Insurance-Soudal Team AGS               | AG Insurance-Soudal Team AGS |
| ---------------------------- | ------------------------------------------ | ---------------------------- |
| Num                          | Coureuse                                   | Pos                          |
| 21                           | Justine Ghekiere (BEL)                     | 24e                          |
| 22                           | Kimberley Le Court de Billot (MRI) (route) | 5e                           |
| 23                           | Alexandra Manly (AUS)                      | 77e                          |
| 24                           | Nicole Steigenga (NED)                     | 47e                          |
| 25                           | Ilse Pluimers (NED)                        | 74e                          |
| 26                           | Gladys Verhulst (FRA)                      | 71e                          |

| Canyon//SRAM zondacrypto CSZ | Canyon//SRAM zondacrypto CSZ   | Canyon//SRAM zondacrypto CSZ |
| ---------------------------- | ------------------------------ | ---------------------------- |
| Num                          | Coureuse                       | Pos                          |
| 31                           | Katarzyna Niewiadoma (POL)     | 4e                           |
| 32                           | Chloé Dygert (USA)             | 87e                          |
| 33                           | Cecilie Uttrup Ludwig (DEN)    | 36e                          |
| 34                           | Soraya Paladin (ITA)           | 86e                          |
| 35                           | Agnieszka Skalniak-Sójka (POL) | 70e                          |
| 36                           | Alice Towers (GBR)             | 80e                          |

| Ceratizit Pro Cycling Team CTC | Ceratizit Pro Cycling Team CTC | Ceratizit Pro Cycling Team CTC |
| ------------------------------ | ------------------------------ | ------------------------------ |
| Num                            | Coureuse                       | Pos                            |
| 41                             | Franziska Brauße (GER)         | AB                             |
| 42                             | Daniek Hengeveld (NED)         | AB                             |
| 43                             | Marta Jaskulska (POL)          | 39e                            |
| 44                             | Mylène de Zoete (NED)          | AB                             |
| 45                             | Petra Zsankó (HUN)             | AB                             |
| 46                             | Sarah Van Dam (CAN)            | 55e                            |

| FDJ-Suez TFS | FDJ-Suez TFS            | FDJ-Suez TFS |
| ------------ | ----------------------- | ------------ |
| Num          | Coureuse                | Pos          |
| 51           | Elise Chabbey (SUI)     | 7e           |
| 52           | Ally Wollaston (NZL)    | AB           |
| 53           | Léa Curinier (FRA)      | 30e          |
| 54           | Vittoria Guazzini (ITA) | 85e          |
| 55           | Amber Kraak (NED)       | 28e          |
| 56           | Jade Wiel (FRA)         | 33e          |

| Fenix-Deceuninck FDC | Fenix-Deceuninck FDC          | Fenix-Deceuninck FDC |
| -------------------- | ----------------------------- | -------------------- |
| Num                  | Coureuse                      | Pos                  |
| 61                   | Puck Pieterse (NED)           | 9e                   |
| 62                   | Julie De Wilde (BEL)          | 68e                  |
| 63                   | Millie Couzens (GBR)          | 50e                  |
| 64                   | Christina Schweinberger (AUT) | AB                   |
| 65                   | Marthe Truyen (BEL)           | 42e                  |
| 66                   | Carina Schrempf (AUT)         | 66e                  |

| Human Powered Health HPH | Human Powered Health HPH    | Human Powered Health HPH |
| ------------------------ | --------------------------- | ------------------------ |
| Num                      | Coureuse                    | Pos                      |
| 71                       | Giada Borghesi (ITA)        | 54e                      |
| 72                       | Maggie Coles-Lyster (CAN)   | AB                       |
| 73                       | Ruth Edwards (USA)          | 60e                      |
| 74                       | Romy Kasper (GER)           | AB                       |
| 75                       | Kathrin Schweinberger (AUT) | AB                       |
| 76                       | Lily Williams (USA)         | 21e                      |

| Lidl-Trek LTK | Lidl-Trek LTK            | Lidl-Trek LTK |
| ------------- | ------------------------ | ------------- |
| Num           | Coureuse                 | Pos           |
| 81            | Lucinda Brand (NED)      | 34e           |
| 82            | Emma Norsgaard (DEN)     | 35e           |
| 83            | Lauretta Hanson (AUS)    | 16e           |
| 84            | Anna Henderson (GBR)     | 12e           |
| 85            | Shirin van Anrooij (NED) | 37e           |
| 86            | Ellen van Dijk (NED)     | 8e            |

| Liv AlUla Jayco LIV | Liv AlUla Jayco LIV       | Liv AlUla Jayco LIV |
| ------------------- | ------------------------- | ------------------- |
| Num                 | Coureuse                  | Pos                 |
| 91                  | Letizia Paternoster (ITA) | 14e                 |
| 92                  | Georgia Baker (AUS)       | AB                  |
| 93                  | Jeanne Korevaar (NED)     | 58e                 |
| 94                  | Amber Pate (AUS)          | 43e                 |
| 95                  | Ruby Roseman-Gannon (AUS) | 27e                 |
| 96                  | Quinty Ton (NED)          | 25e                 |

| Movistar Team MOV | Movistar Team MOV           | Movistar Team MOV |
| ----------------- | --------------------------- | ----------------- |
| Num               | Coureuse                    | Pos               |
| 101               | Marlen Reusser (SUI)        | 10e               |
| 102               | Olivia Baril (CAN) (route)  | 76e               |
| 103               | Ana Vitória Magalhães (BRA) | 44e               |
| 104               | Jelena Erić (SRB) (route)   | 81e               |
| 105               | Cat Ferguson (GBR)          | 19e               |
| 106               | Liane Lippert (GER)         | 3e                |

| Team Picnic PostNL TPP | Team Picnic PostNL TPP        | Team Picnic PostNL TPP |
| ---------------------- | ----------------------------- | ---------------------- |
| Num                    | Coureuse                      | Pos                    |
| 111                    | Marta Cavalli (ITA)           | 82e                    |
| 112                    | Francesca Barale (ITA)        | 79e                    |
| 113                    | Pfeiffer Georgi (GBR) (route) | 23e                    |
| 114                    | Megan Jastrab (USA)           | 69e                    |
| 115                    | Franziska Koch (GER) (route)  | 41e                    |
| 116                    | Mara Roldan (CAN)             | AB                     |

| Team Visma \| Lease a Bike TVL | Team Visma \| Lease a Bike TVL | Team Visma \| Lease a Bike TVL |
| ------------------------------ | ------------------------------ | ------------------------------ |
| Num                            | Coureuse                       | Pos                            |
| 121                            | Marianne Vos (NED)             | 40e                            |
| 122                            | Eva van Agt (NED)              | 32e                            |
| 123                            | Pauline Ferrand-Prévot (FRA)   | 2e                             |
| 124                            | Linda Riedmann (GER)           | 73e                            |
| 125                            | Imogen Wolff (GBR)             | 22e                            |
| 126                            | Sophie von Berswordt (NED)     | 62e                            |

| Uno-X Mobility UXM | Uno-X Mobility UXM            | Uno-X Mobility UXM |
| ------------------ | ----------------------------- | ------------------ |
| Num                | Coureuse                      | Pos                |
| 131                | Teuntje Beekhuis (NED)        | 57e                |
| 132                | Simone Boilard (CAN)          | AB                 |
| 133                | Marte Berg Edseth (NOR)       | AB                 |
| 134                | Rebecca Koerner (DEN) (route) | AB                 |
| 135                | Anouska Koster (NED)          | 67e                |
| 136                | Linda Zanetti (SUI)           | 48e                |

| EF Education-Oatly EFC | EF Education-Oatly EFC    | EF Education-Oatly EFC |
| ---------------------- | ------------------------- | ---------------------- |
| Num                    | Coureuse                  | Pos                    |
| 141                    | Alison Jackson (CAN)      | 18e                    |
| 142                    | Nina Berton (LUX)         | 65e                    |
| 143                    | Letizia Borghesi (ITA)    | 6e                     |
| 145                    | Sarah Roy (AUS)           | AB                     |
| 146                    | Noemi Rüegg (SUI) (route) | 15e                    |

| VolkerWessels VWT | VolkerWessels VWT           | VolkerWessels VWT |
| ----------------- | --------------------------- | ----------------- |
| Num               | Coureuse                    | Pos               |
| 151               | Valerie Demey (BEL)         | 78e               |
| 152               | Maaike Boogaard (NED)       | AB                |
| 153               | Anneke Dijkstra (NED)       | AB                |
| 154               | Laura Molenaar (NED)        | AB                |
| 155               | Maud Rijnbeek (NED)         | 56e               |
| 156               | Margot Vanpachtenbeke (BEL) | 59e               |

| Cofidis COF | Cofidis COF             | Cofidis COF |
| ----------- | ----------------------- | ----------- |
| Num         | Coureuse                | Pos         |
| 161         | Flavie Boulais (FRA)    | AB          |
| 162         | Martina Alzini (ITA)    | AB          |
| 163         | Eugenia Bujak (SLO)     | 26e         |
| 164         | Amalie Dideriksen (DEN) | AB          |
| 165         | Špela Kern (SLO)        | AB          |
| 166         | Nadia Quagliotto (ITA)  | AB          |

| St Michel-Preference Home-Auber 93 AUB | St Michel-Preference Home-Auber 93 AUB | St Michel-Preference Home-Auber 93 AUB |
| -------------------------------------- | -------------------------------------- | -------------------------------------- |
| Num                                    | Coureuse                               | Pos                                    |
| 171                                    | Alison Avoine (FRA)                    | AB                                     |
| 172                                    | Lucie Fityus (AUS)                     | 29e                                    |
| 173                                    | Alicia González (ESP)                  | AB                                     |
| 174                                    | Clémence Chéreau (FRA)                 | AB                                     |
| 175                                    | Elyne Roussel (FRA)                    | 64e                                    |
| 176                                    | Emily Watts (AUS)                      | AB                                     |

| Bepink-Imatra-Bongioanni BPK | Bepink-Imatra-Bongioanni BPK | Bepink-Imatra-Bongioanni BPK |
| ---------------------------- | ---------------------------- | ---------------------------- |
| Num                          | Coureuse                     | Pos                          |
| 181                          | Andrea Casagranda (ITA)      | AB                           |
| 182                          | Beatrice Caudera (ITA)       | AB                           |
| 183                          | Linda Laporta (ITA)          | AB                           |
| 184                          | Gaia Segato (ITA)            | AB                           |
| 185                          | Meike Uiterwijk Winkel (NED) | AB                           |
| 186                          | Elisa Valtulini (ITA)        | AB                           |

| Cynisca Cycling CYN | Cynisca Cycling CYN   | Cynisca Cycling CYN |
| ------------------- | --------------------- | ------------------- |
| Num                 | Coureuse              | Pos                 |
| 191                 | Alexis Magner (USA)   | 51e                 |
| 192                 | Natalie Quinn (USA)   | AB                  |
| 193                 | Chloe Patrick (USA)   | AB                  |
| 194                 | Caoimhe O'Brien (IRL) | AB                  |
| 195                 | Febe Poppe (BEL)      | AB                  |
| 196                 | Claire Windsor (USA)  | AB                  |

| DD Group Pro Cycling DDG | DD Group Pro Cycling DDG   | DD Group Pro Cycling DDG |
| ------------------------ | -------------------------- | ------------------------ |
| Num                      | Coureuse                   | Pos                      |
| 201                      | Cato Cassiers (BEL)        | AB                       |
| 202                      | Cleo Kiekens (BEL)         | AB                       |
| 203                      | Britt de Grave (NED)       | AB                       |
| 204                      | Vera Tieleman (NED)        | 31e                      |
| 205                      | Yonna Van Dam (NED)        | 53e                      |
| 206                      | Jony van den Eijnden (NED) | AB                       |

| Lotto Ladies LOL | Lotto Ladies LOL         | Lotto Ladies LOL |
| ---------------- | ------------------------ | ---------------- |
| Num              | Coureuse                 | Pos              |
| 211              | Mieke Docx (BEL)         | AB               |
| 212              | Dina Boels (BEL)         | 61e              |
| 213              | Romina Hinojosa (MEX)    | 63e              |
| 214              | Lea Lin Teutenberg (GER) | AB               |
| 215              | Anna van Wersch (NED)    | 52e              |
| 216              | Sterre Vervloet (BEL)    | AB               |

| Team Coop-Repsol HPU | Team Coop-Repsol HPU               | Team Coop-Repsol HPU |
| -------------------- | ---------------------------------- | -------------------- |
| Num                  | Coureuse                           | Pos                  |
| 221                  | Magdalene Lind (NOR)               | AB                   |
| 222                  | India Grangier (FRA)               | 49e                  |
| 223                  | Sigrid Ytterhus Haugset (NOR)      | 38e                  |
| 224                  | Laura Lizette Sander (EST) (route) | AB                   |
| 225                  | Stina Kagevi (SWE)                 | 75e                  |
| 226                  | April Tacey (GBR)                  | AB                   |

| DAS-Hutchinson DAS | DAS-Hutchinson DAS       | DAS-Hutchinson DAS |
| ------------------ | ------------------------ | ------------------ |
| Num                | Coureuse                 | Pos                |
| 231                | Tamsin Miller (GBR)      | AB                 |
| 232                | Tiffany Keep (RSA)       | AB                 |
| 233                | Lucy Lee (GBR)           | AB                 |
| 234                | Aoife O'Brien (IRL)      | AB                 |
| 235                | Ruby Oakes (GBR)         | AB                 |
| 236                | Julia van Bokhoven (NED) | AB                 |